# Дворец Петтенкофер
Дворец Петтенкофер (нем. Palais Pettenkofer) — бывший городской дворец, расположенный на улице Schirmgasse нижнебаварского города Ландсхут. Здание было построено в XVII веке, вероятно, как резиденция ученого Эберхарда Адольфа фон Муггенталя, который владел домом с 1626 по 1655 год. Фасад здания был спроектирован Иоганном Вильгельмом фон Петтенкофером около 1770 года в стиле рококо; является памятником архитектуры. В 1870 году дворец перешёл в гражданскую собственность. В здании появилась гостиница, пивной ресторан Ландсхута, а потом возник итальянский ресторан.